# 山貓式偵察車
山貓式偵察車 (德語：Spähpanzer Luchs) 是德國在第二次世界大戰後研發的輪式水陸兩用裝甲車，專門用於深入敵後執行偵察任務，以取代美製M41轻型坦克，山貓式主要裝備德軍的裝甲偵察營和偵營連等部隊，當德軍應聯合國的要求執行維持和平任務時也執行警戒任務。

## 型號
- 山貓A1--基本型,配備簡易的紅外線/星光夜視儀
- 山貓A2--改進型,火控系統升級為熱成像儀,換裝更長程的無線電系統

## 設計

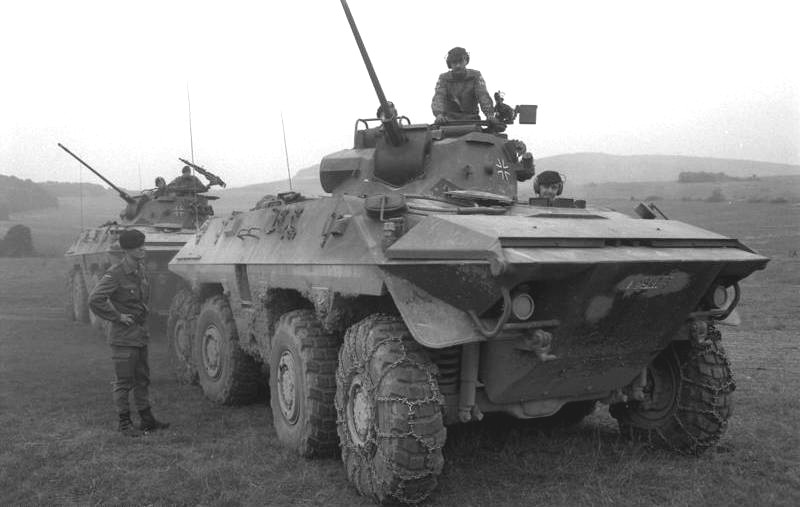
山貓A1

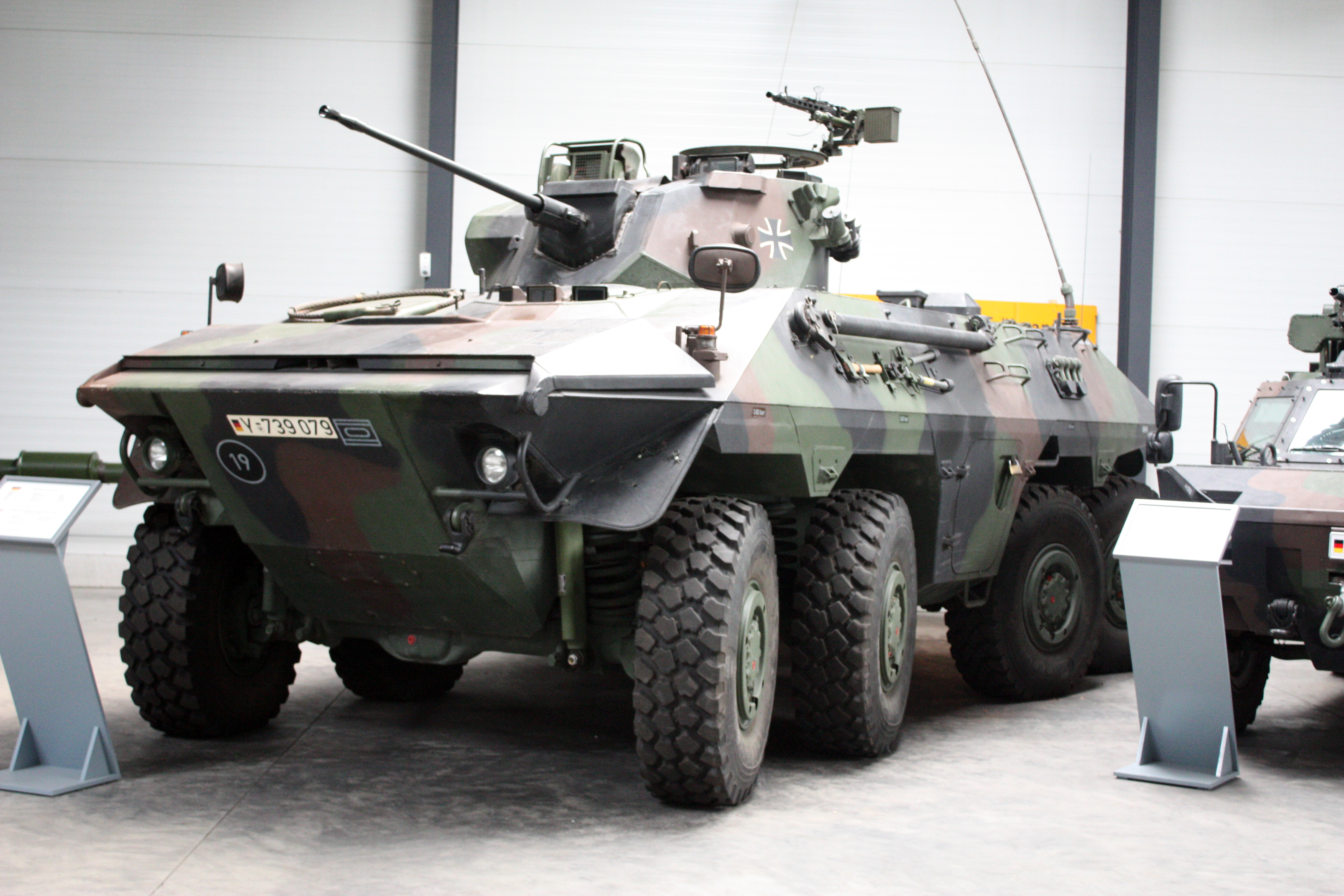
山貓A2，火控系統和通訊系統大幅升級的改良型

山貓式是8x8輪型裝甲車，車前後皆有駕駛員，發動機的動力以傳動軸傳送到八個車輪，前後四組車輪皆可以轉彎也可以八個一起轉彎，車身是焊接結構而且是船形，因為山貓式要通過西歐眾多河流，所以，在車後有水上推進用的螺旋槳，當要在水上行駛時，發動機的動力可通過齒輪箱由車輪改為傳送至螺旋槳。
山貓式的正面裝甲可抵擋20毫米口徑炮彈而側方可抵擋12.7毫米口徑機槍子彈的攻擊，在其車身中央是一個雙人炮塔，內裡有車長(在左)和炮手(在右)，兩人皆可操作一挺20毫米口徑Rh202机关炮，該炮有375發炮彈，分別是穿甲彈75發和榴彈300發，該炮山貓A1只有簡單光學瞄準器，山貓A2增加激光測距儀和火控電腦幫助瞄準並可以在行進間準確命中目標。
山貓式的機動性良好，轉彎半徑小，航程遠，而且由於要深入敵後進行偵察，故其發動機有一個大型消音器以保證它可以安靜行駛而不會驚動敵人，其排出的廢氣也會首先被冷卻以減少紅外線訊號。
山貓式看似大型但由於內部空間被各種設備佔有(例如在炮塔後方和後方駕駛艙之間的發動機)，故車內空間狹窄尤其是後方駕駛艙，因此當山貓A2要加裝GPS時發現車內無多餘空間可以安置而要被放在車頂，另外其油箱被安置在炮塔下方而且並不防彈，一旦被命中也許會波及彈藥庫而造成人員傷亡。

## 使用情況

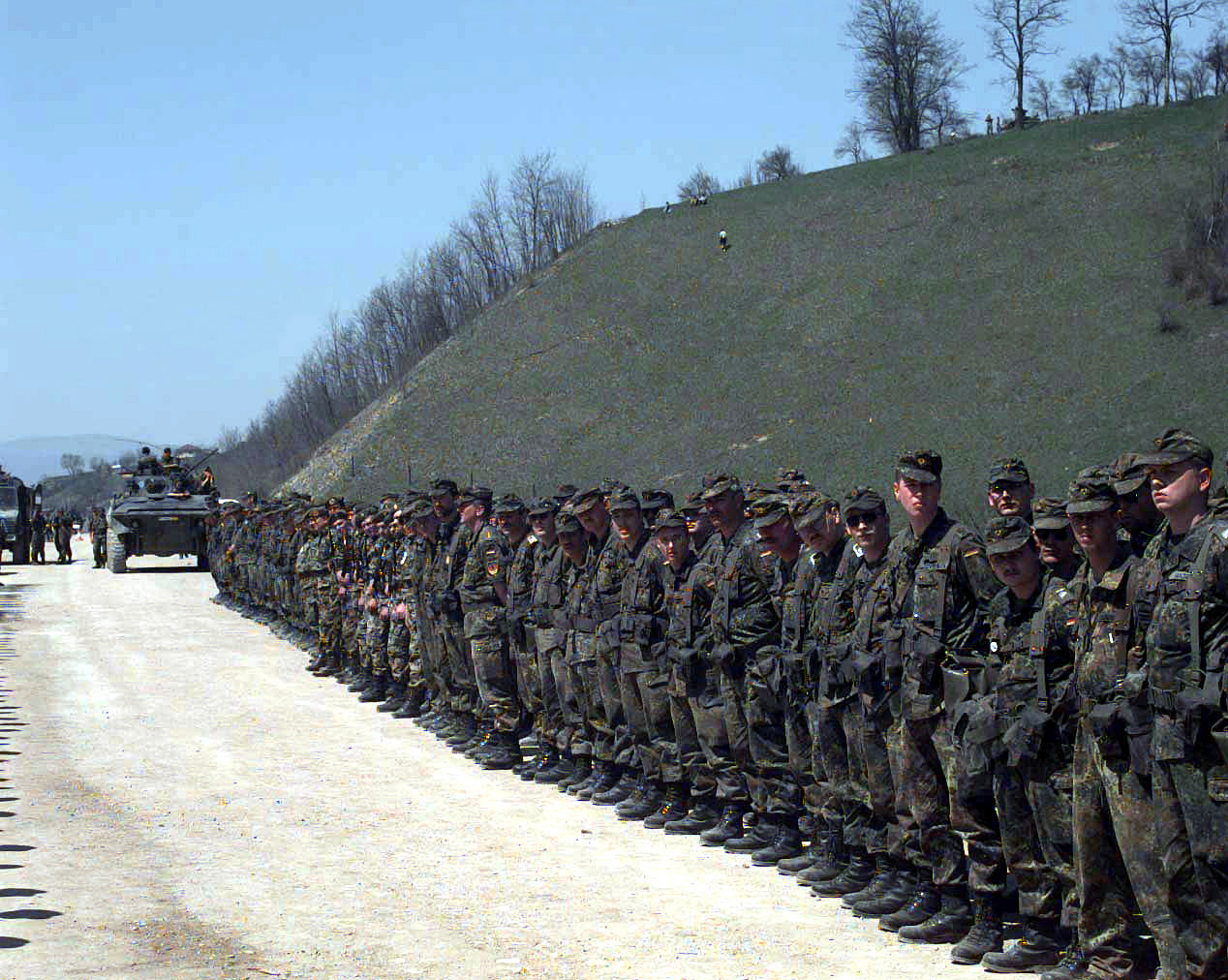
波斯尼亞的德國維和部隊与山貓式

從1975年開始，山貓式已裝備德國國防軍的11個裝甲機械化師、36個機械化旅和6個國土防衛司令部的偵察部隊，按照德軍編制，每個裝甲偵察排有9輛山貓式，德國維和部隊也曾在波斯尼亞把山貓式當成警車用於警戒和巡邏，而在使用中發現山貓式也適合執行奇襲和追擊敵人。

## 使用國家
- 德国

## 圖片

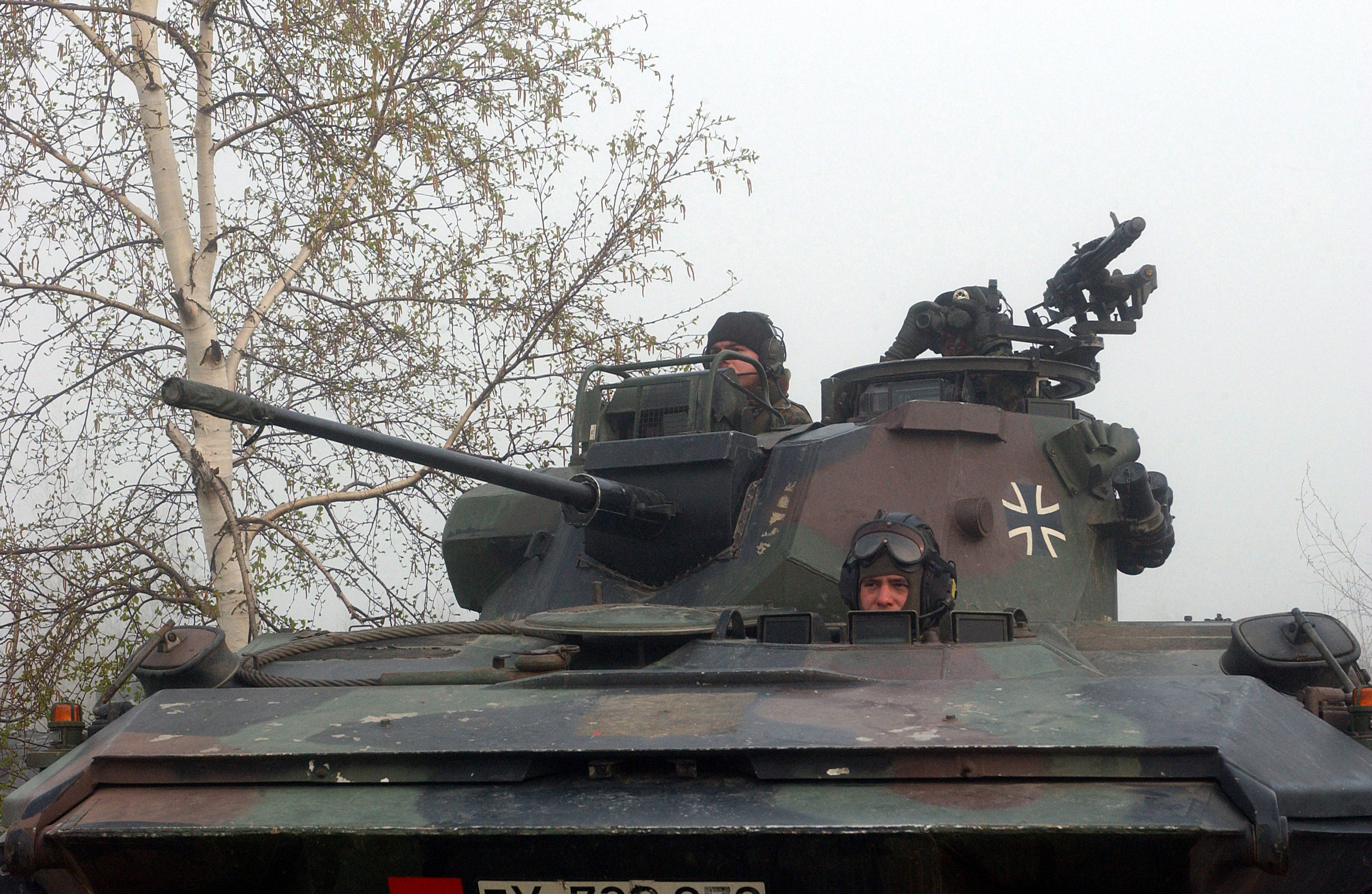
山貓式的主要武裝是一挺20毫米Rh202机关炮
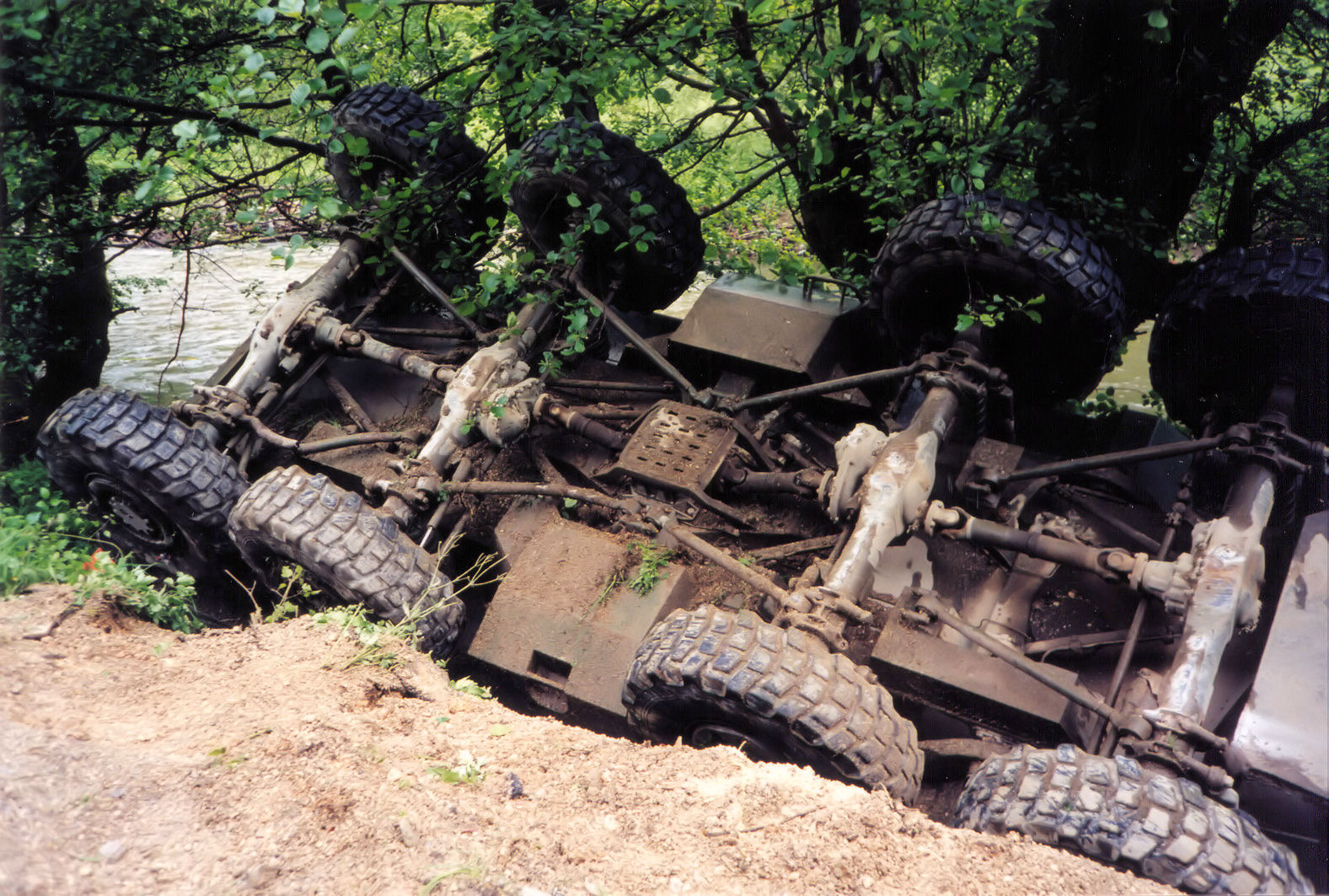
翻倒的山貓式，從這張照片中可見到山貓式的八個車輪皆有傳動軸輸送動力
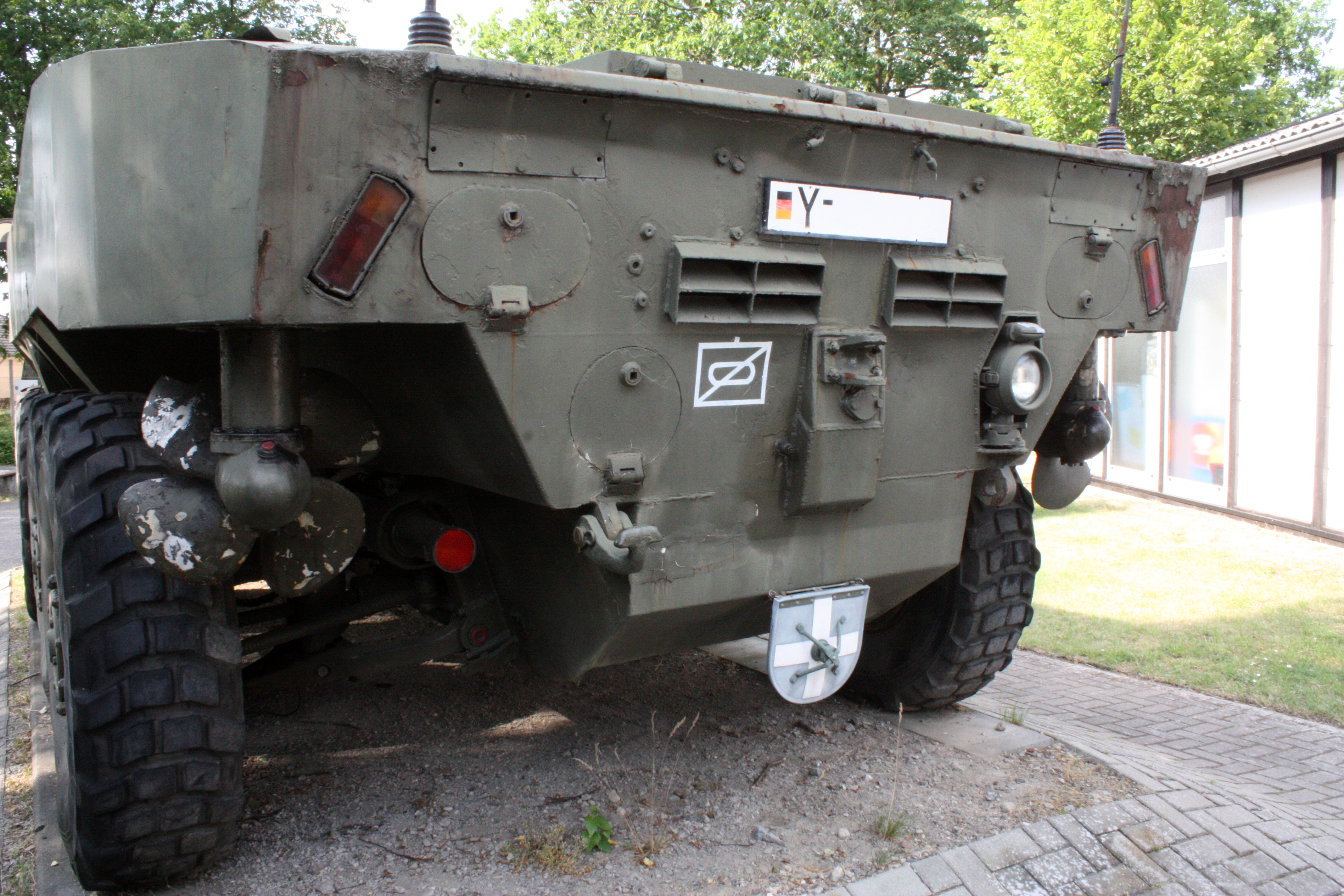
山貓式車尾用於浮渡的螺旋槳